# بمب‌گذاری ۲۰۱۴ گروزنی
بمب‌گذاری ۲۰۱۴ گروزنی (انگلیسی: 2014 Grozny bombing) یک حمله تروریستی در ۵ اکتبر بود که در روز برگزاری مراسم جشن سالروز تولد رمضان قدیروف رئیس‌جمهور چچن رخ داد. حمله از جانب یک جوان ۱۹ ساله به نام آپتی موداروف صورت گرفت که برای عمل انتحاری اقدام کرده بود؛ وی توسط پلیس متوقف شد و در اثنای چک و تفتیش بدنی او بمب را منفجر کرد. این حادثه ۶ کشته (همراه با عامل انتحاری) برجای گذاشت و ۱۲ نفر مصدوم شدند.